# Rue Sainte-Marthe (Toulouse)
Pour l’article homonyme, voir Rue Sainte-Marthe.
La rue Sainte-Marthe (en occitan : carrièra de Santa Marta) est une voie de Toulouse, chef-lieu de la région Occitanie, dans le Midi de la France.

## Situation et accès

### Description
La rue Sainte-Marthe est une voie publique. Elle se trouve dans le quartier Matabiau, dans le secteur 1 - Centre. Elle naît perpendiculairement à la rue Raymond-IV. Longue de 173 mètres, rectiligne, d'une largeur régulière de 8 mètres, elle est orientée au nord-est. Elle se termine au carrefour de la rue Matabiau, au niveau de la place Roquelaine. Elle est prolongée au nord-est par la rue du Commissaire-Jean-Philippe, qui aboutit à la rue de la Concorde.
La chaussée compte une seule voie de circulation automobile à sens unique, de la rue Matabiau vers la rue Raymond-IV. Elle appartient à une zone 30 et la vitesse y est limitée à 30 km/h. Il n'existe ni bande, ni piste cyclable, quoiqu'elle soit à double-sens cyclable.

### Voies rencontrées
La rue Sainte-Marthe rencontre les voies suivantes, dans l'ordre des numéros croissants :
1. Rue Raymond-IV
2. Rue Matabiau

## Odonymie
En 1898, on attribua à la rue le nom de sainte Marthe. Née au Ier siècle, elle serait la sœur de Lazare et de Marie de Béthanie, et une disciple de Jésus de Nazareth. Elle aurait été, avec Marie de Magdala et Sara, l'une des femmes témoins de la résurrection de Jésus. Elle aurait fui la Palestine avec Marie Madeleine, Marie Salomé et Marie Jacobé, accompagnées de leur servante, Sara, de Trophime, Lazare, Saturnin et Maximin, et navigué jusque dans le sud de la Gaule, aux Saintes-Maries-de-la-Mer.
Ce Saturnin, homonyme du premier évêque de la communauté chrétienne toulousaine au IIIe siècle, serait à l'origine d'une confusion selon laquelle Marthe aurait été une des disciples de saint Saturnin. D'ailleurs, plusieurs rues des quartiers Matabiau et des Chalets, toutes percées au XIXe siècle, portent le nom de saints et de saintes des premiers siècles du christianisme liés à Toulouse et à sa région : la rue Saint-Dominique, la rue Saint-Érembert (actuelle rue Robert-Borios), la rue Saint-Germier, la rue Saint-Hilaire, la rue Saint-Honest, la rue Saint-Honoré (actuelle rue Édouard-Dulaurier), la rue Saint-Hubert, la rue Saint-Lazare (actuelle rue Claire-Pauilhac), la rue Saint-Orens, la rue Saint-Papoul et la rue Saint-Sylvain (actuelle rue Joseph-Bosc).

## Patrimoine et lieux d'intérêt
- no  2 : hôtel Moine (1909, Eugène Curvale)[10].
- no  31 : immeuble (1912)[11].
- no  34 : immeuble (deuxième quart du XXe siècle)[12].
- no  36 : maison (deuxième quart du XXe siècle)[13].